# Landesgericht Ried im Innkreis
Das Landesgericht Ried im Innkreis (kurz: LG Ried i.I.) ist eines von 20 Landesgerichten in Österreich.

## Geschichte
Bis 1993 war die amtliche Bezeichnung Kreisgericht Ried im Innkreis.

## Zuständigkeit
Als Landesgericht obliegt ihm in zweiter Instanz die Behandlung der Rechtsmittel gegen Entscheidungen der Bezirksgerichte. Grundsätzlich ist es für Zivilsachen bei einem 15.000 € übersteigenden Streitwert in erster Instanz zuständig. Bestimmte Rechtssachen fallen jedoch unabhängig vom Streitwert in die Zuständigkeit der Bezirksgerichte. Für Strafsachen ist es in erster Instanz zuständig, wenn die Strafandrohung über einem Jahr liegt. Bestimmte Strafsachen fallen auch bei geringerer Strafdrohung in seine Zuständigkeit.
Rechtsmittelinstanz für Entscheidungen des Landesgerichtes Ried im Innkreis ist das Oberlandesgericht Linz.

## Gebäude
Das Landesgericht befindet sich im Gebäude Bahnhofstraße 56, in dem sich auch die Staatsanwaltschaft Ried im Innkreis befindet.